# Piptochaetium brachyspermum
Piptochaetium brachyspermum är en gräsart som först beskrevs av Carlos Luis Spegazzini, och fick sitt nu gällande namn av Parodi. Piptochaetium brachyspermum ingår i släktet Piptochaetium och familjen gräs. Inga underarter finns listade i Catalogue of Life.